# Enrico Bombieri
Enrico Bombieri (* 26. listopadu 1940 Milán, Itálie) je italský matematik. Zabývá se především teorií čísel, matematickou analýzou, algebraickou geometrií a teorií grup.
V teorii čísel je známý především díky práci na analytické teorii čísel, kde se zabýval sítovými metodami, a kde dokázal tzv. Bombieriho-Vinogradovu větu. V matematické analýze je známý zejména díky práci v oblasti komplexní analýzy, kde se zabýval zejména Bieberbachovou domněnkou, funkcemi vícero komplexních proměnných a v oblasti parciálních diferenciálních rovnic. V geometrii je po něm pojmenována tzv. Bombieriho-Langova domněnka.
Bombieri je nositelem několika vědeckých ocenění, včetně Fieldsovy medaile za rok 1974.